# Emil Zimmermann (Politiker, 1884)
Emil Friedrich Zimmermann (* 13. April 1884 in Dieburg; † 8. Februar 1951 in Gelsenkirchen) war ein deutscher Jurist und Politiker.

## Leben und Beruf
Zimmermann wurde als Sohn eines Beamten geboren. Nach dem Abitur nahm er ein Studium der Rechts- und Staatswissenschaften an den Universitäten in Gießen und Berlin auf, das er 1905 mit dem ersten und 1909 mit dem zweiten juristischen Staatsexamen beendete. Während seines Studiums wurde er 1902 Mitglied der Landsmannschaft Darmstadtia Gießen. Er arbeitete zunächst als Regierungsassessor in Darmstadt, absolvierte ein Volontariat und war dann als wissenschaftlicher Mitarbeiter bei den Stadtverwaltungen in Frankfurt am Main, Hanau und Essen tätig. 1912 wurde er Magistratsassessor in Rendsburg.

## Abgeordneter
Während der Zeit der Weimarer Republik war Zimmermann 1919 bis 1920 und erneut 1926 bis 1932 Mitglied des Westfälischen Provinziallandtages.

## Öffentliche Ämter

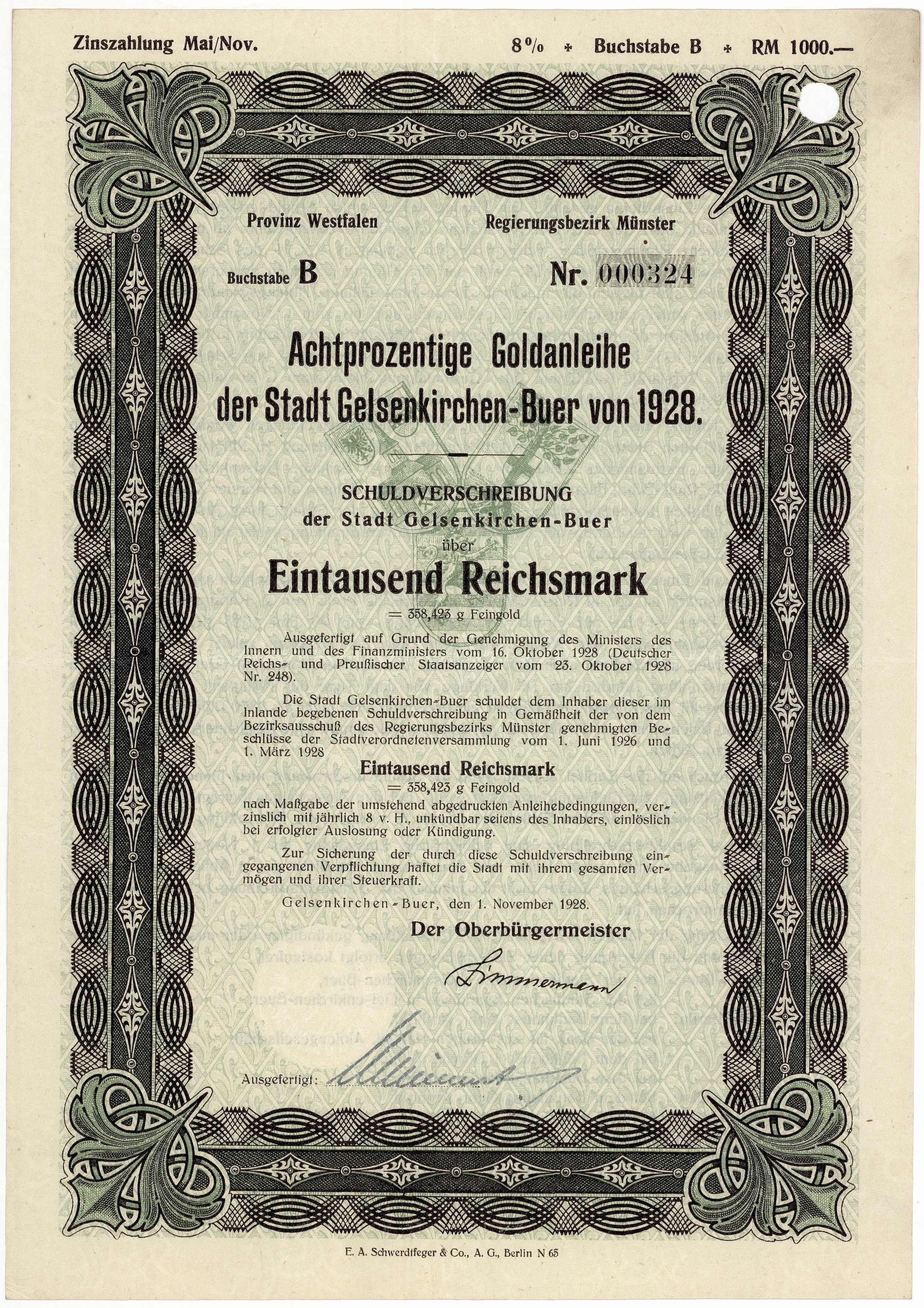
Goldanleihe der Stadt Gelsenkirchen-Buer vom 1. November 1928, unterschrieben von Oberbürgermeister Zimmermann.

Zimmermann war seit 1915 Zweiter Bürgermeister der Stadt Rendsburg. Er amtierte von 1919 bis 1928 als Oberbürgermeister der Stadt Buer und wurde im Anschluss zum Oberbürgermeister der Stadt Gelsenkirchen-Buer, die im Jahr 1930 den Namen Gelsenkirchen annahm, gewählt. 1933 wurde er von den Nationalsozialisten zwangspensioniert. 1945 setzte ihn die britische Besatzungsbehörde erneut als Oberbürgermeister ein. Dieses Amt übte er bis 1946 aus. Darüber hinaus war er Vorstandsmitglied des Deutschen und Westfälischen Städtetages.

## Ehrungen
- Die Emil-Zimmermann-Allee (Verbindungsstraße zwischen der Cranger Straße und der Horster Straße) wurde nach ihm benannt.
- In Haltern am See trägt die  „Emil-Zimmermann-Jugendherberge“, die 1927 von der Stadt Gelsenkirchen erbaut wurde, seinen Namen.[2]